# Yves Vallette
Pour les articles homonymes, voir Vallette.
Yves Vallette, né le 1er juillet 1920 à Bois-Colombes (Seine) et mort à Paris le 9 décembre 2014, est un explorateur et ingénieur français. C'est l'un des artisans du retour de la France en terre Adélie en 1950.

## Biographie

### Origines et famille
Yves Pierre Maurice Vallette naît à Bois-Colombes, alors dans le département de la Seine, le 1er juillet 1920. Son père, Roger Vallette, ingénieur des constructions civiles, a une bonne expérience de géomètre acquise dans la mise en place d'appareils de voies aux chemins de fer ; sa mère, née Louise Houssin, est sans profession ; son grand-père maternel, Louis Houssin, est pharmacien à Foulletourte (Sarthe). Yves a un frère aîné, André, né en 1918 et futur ingénieur civil des ponts et chaussées ; et il aura une sœur cadette, Michelle, qui naîtra en 1922. 
Yves suit la même voie que son père et son frère aîné, et devient pendant la guerre ingénieur civil des ponts et chaussées.

### Le «Spitz»
Passionné de montagne, il fonde en 1944 avec Robert Pommier et J.-A. Martin un groupe baptisé « G.F.A. » (pour « Groupe Froid et Altitude »), avec l'intention « d'aller, dès la guerre finie, explorer les régions froides ou montagneuses du globe ». 

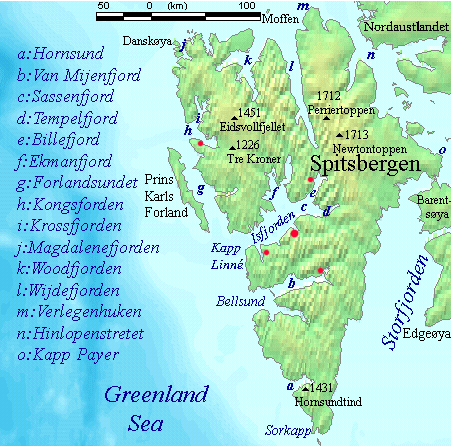
Le Spitzberg, avec ses deux plus hauts sommets : Newtontoppen et Perriertoppen.

C'est la région peu explorée du nord-est du Spitzberg qui retient leur attention en 1945. Soucieux de cartographier dans les règles la Nouvelle-Frise et la terre Margareta, Vallette parvient à nouer des contacts, entre autres avec  le général Perrier, président de la Société de géographie, qui patronne l'expédition, et avec André Gougenheim, directeur du Service hydrographique de la Marine, qui lui prête un précieux cercle hydrographique pour mesurer rapidement des angles horizontaux. La Société des explorateurs (dont Paul-Émile Victor sera président deux ans plus tard) leur octroie 25 000 F, soit l'équivalent de 3 700 €.
En 1945, il fait partie des troupes d'occupation française en Allemagne. De retour en France en avril 1946, il part pour le Spitzberg le mois suivant avec Pommier et Martin.      
Très débrouillard, le trio utilise les moyens de la Marine nationale pour gagner Narvik, avant qu'un remorqueur norvégien coopératif ne les dépose au Spitzberg. Au cours de l'été 1946, ils créent l'exploit en faisant en un mois et demi un raid de 500 km à ski. Tractant un traîneau, ils gravissent le mont Newton, alors considéré comme le point culminant de l'île à plus de 1 700 m d'altitude. Une station de 5 h à son sommet se révèle très fructueuse : avec une simple alidade sur une planchette, tournée et retournée x fois, Vallette repère à 22 km de distance un autre sommet qui semble plus élevé,,. Ils le baptisent « mont Général-Perrier » (en norvégien : « Perriertoppen ») en mémoire de Georges Perrier, mort quelques mois plus tôt.

### La terre Adélie

#### La genèse du projet

Carte de la terre Adélie dressée en 1840.

De retour à Oslo, les « Trois du Spitz » sont intrigués par un article de journal norvégien trouvé dans un caniveau : la revendication territoriale sur la terre Adélie décrétée par la France en 1924 y est contestée par la Norvège, sous le prétexte que la France n'y a pas repris pied depuis sa découverte par Dumont d'Urville en 1840. Cela incite Martin, Pommier et Vallette à organiser une expédition de reprise de possession. Pommier, qui s'est occupé des chiens de traîneau de Paul-Émile Victor après sa traversée du Groenland en 1936, renoue le contact avec l'explorateur, et l'idée d'un projet d'expédition en Antarctique fait son chemin. En février 1947, la fondation des Expéditions polaires françaises (E.P.F.) par Victor et quatre associés va permettre de le réaliser.
Les E.P.F. ne tardent pas à fournir à Vallette, entretemps embauché comme ingénieur à la S.N.C.F.,, la possibilité de participer comme observateur à une campagne d'été des Australian National Antarctic Research Expeditions. Il passe l'été austral 1948 à bord du HMA LST 3501 (en), qui débarque dans l'île australienne de Macquarie une équipe d'une douzaine d'hivernants. Cette opération fournit à Vallette l'exemple de ce qu'il va falloir faire quelques mois plus tard en terre Adélie. Il profite de son passage par l'Australie pour rencontrer son idole, Douglas Mawson, l'un des meilleurs connaisseurs de la terre Adélie (il y a hiverné deux années de suite, de 1911 à 1914),.

#### ExpéditionTA 2
Victor, qui prépare pour l'été boréal 1948 une nouvelle expédition au Groenland, délègue à André-Frank Liotard, l'un des cofondateurs des E.P.F., le soin d'organiser la seconde expédition antarctique française en terre Adélie (TA 2). Les « Trois du Spitz », en tant qu'instigateurs du projet, sont bien sûr de la partie : Martin est chargé du cinéma et de l'intendance ; Pommier des chiens, des raids en traîneaux et de la photographie ; et Vallette de la topographie.  
Après un départ retardé par le mauvais état du Commandant Charcot, un ancien mouilleur de filets anti-sous-marins américain converti en navire polaire, l'expédition quitte Brest fin novembre 1948. Elle compte au total 62 personnes, dont 11 doivent débarquer et hiverner. Martin, Pommier et Vallette font partie de ce petit groupe. Mais l'état des glaces en cet été austral 1948-1949 s'avère catastrophique, et le navire, bloqué par 70 km de banquise, ne peut atteindre la côte antarctique,.

#### ExpéditionTA 3

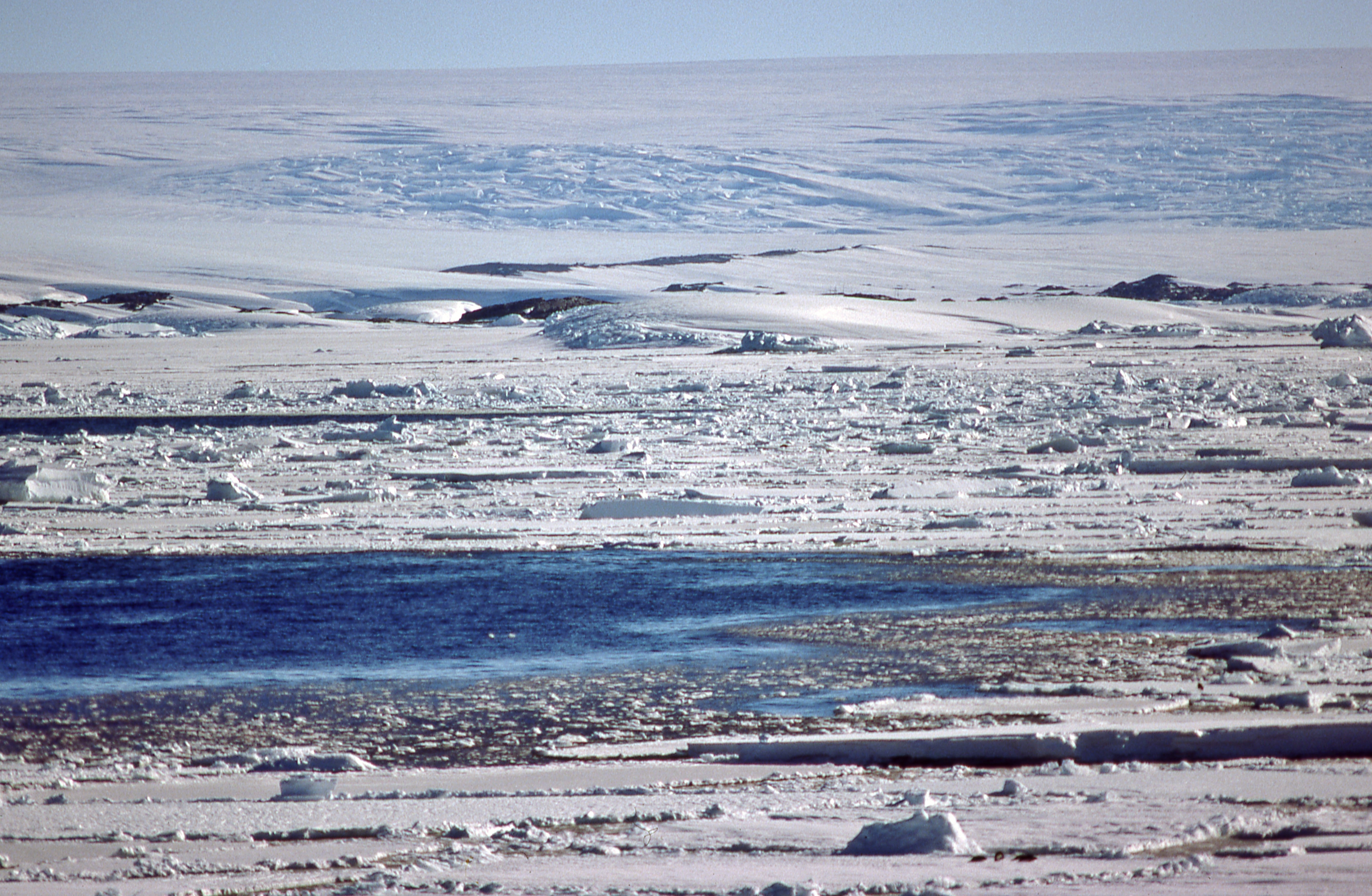
La côte de terre Adélie près de Port-Martin.

Ce n'est que partie remise : de retour en France en juin 1949, Vallette embarque à nouveau sur le Commandant Charcot trois mois plus tard pour participer à la troisième expédition antarctique française en terre Adélie (TA 3). Le voyage, endeuillé par la mort subite de Martin dans l'Atlantique Sud, se termine cette fois devant les côtes de la terre Adélie où la base de Port-Martin est établie en janvier 1950.
Si Vallette a conservé la charge de la géodésie et de la cartographie, ce n'est pas ce qui va l'occuper au cours des premiers mois d'hivernage. Responsable des constructions, il est la véritable cheville ouvrière de l'expédition, dressant en particulier les plans de la « baraque » en bois de 16 m de long prévue pour les onze hommes, et de l'atelier y attenant.  

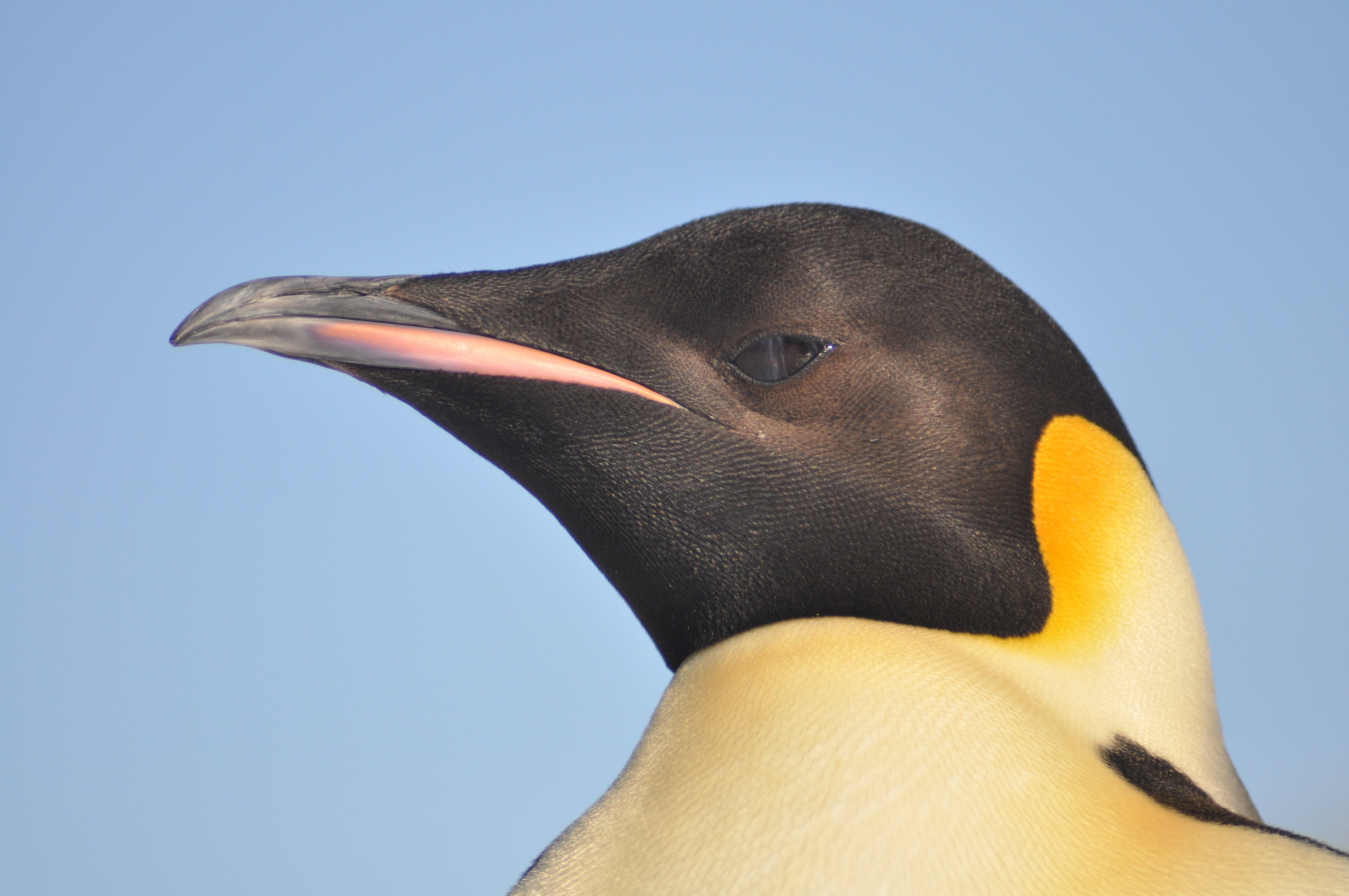
Manchot empereur.

Avec Pommier, il part une semaine en plein hiver en tirant un traîneau jusqu'à la pointe Alden, qui marque la frontière orientale de la terre Adélie avec la terre de George V (secteur antarctique australien). En octobre, c'est vers l'ouest qu'il repart sur la glace de mer avec deux traîneaux et deux compagnons (Pommier et François Tabuteau, hydrographe de l'expédition). Ils découvrent l'archipel de Pointe-Géologie et sa rookerie de manchots empereurs, et identifient le rocher du Débarquement, lieu de la prise de possession de Dumont d'Urville en 1840. Ils n'arrêtent leur exploration qu'à la pointe Ebba, à 85 km à l'ouest de Port-Martin.

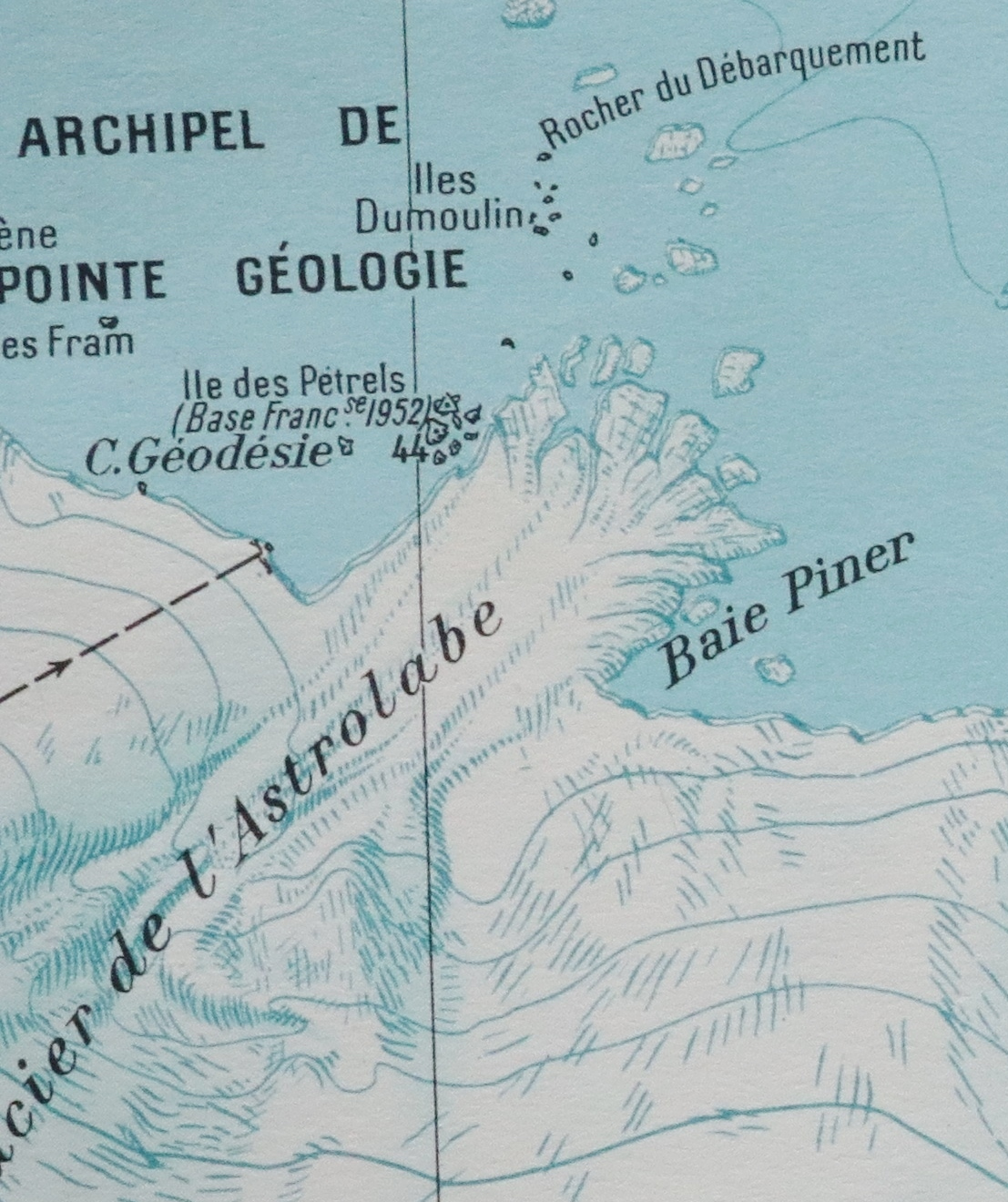
Le « point géodésique fondamental » établi par Vallette est figuré par le petit triangle pointé situé au milieu de cette carte de 1955.

Outre un travail de cartographie classique, Vallette et Tabuteau effectuent en plusieurs endroits de la côte de longues séances d'observations astronomiques nocturnes. Celle réalisée sur l'île du Lion va permettre de fixer les coordonnées géographiques précises d'un point géodésique fondamental pour la terre Adélie. Ce travail est en effet indispensable pour caler les photographies aériennes de l'opération Highjump de 1946-1947, mises à disposition par les Américains, de façon à établir une carte complète de la terre Adélie.
En fin d'hivernage (décembre 1950 à janvier 1951), Vallette, toujours accompagné de Pommier, et cette fois de Georges Schwartz, intendant et cuisinier de l'expédition, repart avec deux traîneaux, mais cette fois sur le continent, à quelque 50 km de la côte. Dans un aller-retour de plus de 500 km le long du 67e parallèle, ils atteignent la frontière occidentale de la terre Adélie, et pénètrent même de 4 km en terre de Wilkes (secteur antarctique australien),. Vallette et Pommier deviennent ainsi les premiers — et les seuls — à avoir parcouru la terre Adélie de part en part, du 142e au 136e méridien.

#### Campagne d’été 1952-1953
Vallette retourne en terre Adélie lors de l'été austral 1952-1953. Le Tottan, un baleinier norvégien chargé de rapatrier les sept membres de l'équipe de Mario Marret qui ont hiverné à la base de Pointe-Géologie, touche d'abord à Port-Martin, détruite par un incendie en janvier 1952. Un court raid d'une journée en Weasel sur le plateau, à 800 m d'altitude, permet à Vallette de procéder à des mesures gravimétriques et géodésiques qu'il renouvelle ensuite sur l'île des Pétrels.

### Vie privée
Au retour de ce dernier séjour en Antarctique, il épouse à Suresnes (Seine) le 27 mai 1953 Monique Eno, dont il aura quatre enfants : Brigitte, Anne, Pierre et Jean,. Directeur de divers bureaux d'études, il meurt dans le 7e arrondissement de Paris le 9 décembre 2014. Une de ses arrière-petites-filles se prénomme Adélie.

## Postérité
- Le Valletteknaus (« falaise Vallette » en norvégien) est un nunatak de 1 020 m d'altitude, sur le flanc est du glacier Chydenius (sud de la Nouvelle-Frise, au Spitzberg)[33] ;
- Un timbre émis par le service postal des TAAF commémore le rôle de Vallette dans l'exploration de la terre Adélie (0,95 € multicolore, 2019, no 894 Yvert et Tellier)[34].

## Distinctions
- Chevalier de la Légion d'honneur[31] ;
- Chevalier de l'Étoile noire[31].

## Publications
- Yves Vallette et Jacques Dubois, Terre Adélie, 1950-1952. Constructions, Paris, Expéditions polaires françaises, coll. « Expéditions antarctiques / Résultats techniques » (no G.III), 1955, 126 p.
- Claude Rivière, Roger Vallette, Yves Vallette et Victor Weinberg, Manuel du béton précontraint, Paris, Dunod, 1955, XVI-308 p.
- Yves Vallette, Ceux de Port-Martin. Pionniers de Terre Adélie, Rueil-Malmaison, Ariat, 1993, 255 p. (ISBN 2-9508-0840-9, lire en ligne).
- Yves Vallette, « Années cinquante : Procédés utilisés pour dresser la carte de Terre Adélie », Revue XYZ, no 65,‎ 4e trimestre 1995, p. 61-67 (lire en ligne [PDF]).
- Yves Vallette, « La carte de Terre Adélie », Revue XYZ, no 66,‎ 1er trimestre 1996, p. 65-71 (lire en ligne [PDF]).
- Yves Vallette, « Spitsberg 1946 : le mont Général-Perrier – lever de reconnaissance à la planchette », Revue XYZ, no 67,‎ 2e trimestre 1996, p. 77-82 (lire en ligne [PDF]).
- Yves Vallette, De l'Antarctique au Spitsberg : La carte de la Terre Adélie 1950 – Lever au Spitsberg 1946, Association française de topographie, 1996, 28 p.
- Jean-Marie Gibiat et Gilles Troispoux (préf. Yves Vallette), Les Trois Périples du bâtiment polaire Commandant Charcot en terre Adélie : 1948-1951, Orléans, Club de philatélie polaire de France, 1998, 150 p.
- André-Frank Liotard (annoté par Madeleine Liotard, Yves Vallette, Pierre Couesnon et Serge Kahn), Journal d'A.-F. Liotard, chef d’expédition Terre Adélie 1950, s. l., M. Liotard, 2004, 276 p. (ISBN 2-9513-7411-9).
- Eugène Neuzil et Yves Vallette, C'était lui… Robert Pommier, Orléans, Club de philatélie polaire de France, 2011, 28 p.